# Martin Häusling
Martin Häusling, né le 26 mars 1961 à Bad Wildungen, est un homme politique allemand, membre de l'Alliance 90/Les Verts. Il est député européen depuis 2009.

## Biographie
Depuis 1985, il est exploitant agricole bio.
Il participe à la création des Grünen à la fin des années 1970. En 2003, il est élu au Landtag de Hesse et y siège jusqu'en 2008. Lors des élections européennes de 2009, il est élu au Parlement européen, où il siège au sein du groupe des Verts/Alliance libre européenne. Il est réélu en 2014, 2019 et 2024.
Il est membre de la commission de l'agriculture et du développement rural, de la délégation à la commission parlementaire mixte UE-Chili et de la délégation à l'Assemblée parlementaire euro-latino-américaine depuis 2009. Il est également membre de la commission du contrôle budgétaire de 2009 à 2014.